# Guenviller
Guenviller – miejscowość i gmina we Francji, w regionie Grand Est, w departamencie Mozela.
Według danych na rok 1990 gminę zamieszkiwały 603 osoby, a gęstość zaludnienia wynosiła 127 osób/km² (wśród 2335 gmin Lotaryngii Guenviller plasuje się na 534. miejscu pod względem liczby ludności, natomiast pod względem powierzchni na miejscu 1033.).